# Kevin Allen
Kevin Patrick Allen (Ecorse, Míchigan, 9 de agosto de 1994) es un jugador de baloncesto estadounidense. Con una altura de 2,11 metros juega en la posición de pívot en las filas de los Pioneros de Los Mochis de la CIBACOPA de México.

## Trayectoria
Allen se formó en la Ecorse High School de su ciudad natal en Ecorse (Míchigan). En 2012, el pívot ingresó en el Pratt Community College de Kansas, en el que estuvo durante dos temporadas. En la temporada 2014-15, ingresa en la Universidad Estatal de Boise en Idaho para jugar una temporada con los Boise State Broncos en la Division I de la NCAA, con escasa participación.
En 2015 ingresa en la Universidad de Emporia State en Kansas, disputando la temporada 2015/16 con los Emporia State Hornets en la Division II de la NCAA donde fue entrenado por el exjugador Shaun Vandiver, quien se convirtió desde entonces en un mentor y referencia permanente. Completó la temporada con unos registros de 8.1 puntos y 5.1 rebotes por encuentro. 
Tras graduarse en 2016, renunció a convertirse en profesional para ser entrenador asistente en un High School de su ciudad natal.
En la temporada 2017-18 decidió regresar a las canchas y firmó por el PEA de la liga de baloncesto de Tailandia, en el que promedió 7 puntos y 7 rebotes de promedio en 11 partidos. En la segunda parte de la temporada, en 2018, firma por los Brumas de Jinotega de Nicaragua, en el que promedia 21 puntos, 13 rebotes y 2 tapones en 23 encuentros.
En la temporada 2018-19 llega por primera vez a Europa para jugar en el CSM Târgu Jiu, club de la liga rumana con el que firma unas medias de 30.1 puntos, 16.8 rebotes y 2.1 tapones. 
En la temporada 2019-20 firma por el Goga Basket de la liga albanesa. 
En la temporada 2020-21, regresa al CSM Târgu Jiu en Rumanía, promediando 19.6 puntos, 11.3 rebotes, 1.1 asistencias y un tapón con un 60% en tiros de campo en 21 partidos de liga. Al término de la temporada jugó algunos partidos en los Detroit Hustle de la TBL, una liga menor estadounidense.
En la temporada 2021-22 continuó en el CSM Târgu Jiu, en el que promedia 15.8 puntos, 12 rebotes, 1.2 asistencias y 1.3 tapones con un 57% en tiros de campo en 18 partidos de liga. En febrero de 2022 abandona el club rumano y firma por el Taipéi CTBC de Taiwán, donde promedia 2.7 puntos, 7.3 rebotes, y 57.6% en tiros de campo en nueve partidos.
El 5 de agosto de 2022 firma por el Real Valladolid Baloncesto de la Liga LEB Oro. Promedió 7.7 puntos y 4.9 rebotes en 17.6 minutos durante la temporada 2022-23.
El 8 de agosto de 2023, firma por el  Club Atlético Goes de la Liga Uruguaya de Básquetbol.
En abril de 2025 fue fichado por los Pioneros de Los Mochis del CIBACOPA de México.